# 穆罕默德·法希姆
穆罕默德·法希姆（‎；1957年—2014年3月9日），是一名阿富汗的军官、政治家，塔吉克人。他在早年擔任過北方聯盟的國防部長，2009年担任阿富汗第一副总统，他也担任过阿富汗的国防部长。
2014年3月，因心脏病发去世。